# John Oates
John William Oates (New York, 7 april 1948) is een Amerikaanse rock, R&B en soul gitarist, musicus, singer-songwriter en producent. Hij is bekend geworden door het rock- en soul-duo Hall & Oates (met Daryl Hall).

## Biografie
Oates groeide op in Philadelphia als zoon van een Italiaanse moeder (Ann DePalma) en een vader van Brits-Gibraltarese afkomst (Al Oates). Zijn muzikale carrière begon in 1966 met de band The Masters; een jaar later ontmoette hij Daryl Hall die op dezelfde universiteit als hij studeerde.  
De samenwerking met Hall ging pas echt van start, nadat Oates in 1970 terugkeerde van een langdurig verblijf in Europa. Zijn rol in het duo is voornamelijk die van gitarist, maar hij schreef ook meerdere top-10 nummers en zong op een aantal singles. 

### Zonder Daryl Hall
Oates heeft ook met anderen gewerkt als songschrijver en producer; zodoende werd Crazy van de Australische band Icehouse zijn grootste succes zonder Daryl Hall. Sinds 2002 heeft hij acht solo-albums uitgebracht waaronder drie live-registraties. 
Vanaf midden jaren negentig ging Oates ruim twee decennia snorloos door het leven. In 2009 was Oates te zien en te horen als tekenfilmfiguur in J-Stache over het zelfstandige leven van zijn snor als bierdrinkende en rokkenjagende superschurk. Het betrof hier een pilot waar geen vervolg opkwam. 
Op 28 maart 2017 verscheen zijn biografie Change of Seasons.
In 2018 verscheen Arkansas, zijn achtste soloalbum en tevens het eerste met begeleiding van The Good Road Band.
In november 2023 werd John Oates door Daryl Hall voor de rechtbank gedaagd wegens "het ultieme verraad"; Oates zou van plan zijn geweest om zijn aandeel in de publicatierechten aan Primary Wave Music te verkopen. Oates distantieerde zich van de verklaringen van Hall.
Datzelfde jaar deed Oates ook mee aan het tiende seizoen van de Amerikaanse The Masked Singer als Miereneter. Hij werd weggestemd in de finaleronde van groep C (Soundtrack of My Life) waarin hij het opnam tegen de als Kandelaar verklede Keyshia Cole.

### Onderscheidingen
Oates werd geïntroduceerd in de Songwriters Hall of Fame in 2004 en in de Rock and Roll Hall of Fame in 2014. In 2016 kreeg hij samen met Hall een ster op de Hollywood Walk of Fame.

## Persoonlijk leven
Oates heeft een zoon (Tanner; geboren in 1996) met zijn tweede echtgenote Aimee Oates; hij woont afwisselend in Woody Creek, Colorado en Nashville, Tennessee. Eerder was Oates getrouwd met voormalig fotomodel Nancy Hunter.

## Hall & Oates-nummers met zang van John Oates
- "All Our Love" (gedeelde lead vocal) van Whole Oats
- "Southeast City Window" van Whole Oats
- "Thank You For ..." van Whole Oats
- "Lily (Are You Happy)" (gedeelde lead vocal) van Whole Oats
- "Had I Known You Better Then" van Abandoned Luncheonette
- "Las Vegas Turnaround (The Stewardess Song)" van Abandoned Luncheonette
- "She's Gone" (co-lead vocal) van Abandoned Luncheonette
- "I'm Just A Kid (Don't Make Me Feel Like A Man)" van Abandoned Luncheonette
- "Lady Rain" (gedeelde lead vocal) van Abandoned Luncheonette
- "Can't Stop The Music (He Played It Much Too Long)" van War Babies
- "Is it a Star" van War Babies
- "Past Times Behind" van het verzamelalbum "The Atlantic Collection"
- "Camellia" van Daryl Hall & John Oates
- "Alone Too Long" van Daryl Hall & John Oates
- "Back Together Again" van Bigger Than Both of Us
- "Crazy Eyes" van Bigger Than Both of Us
- "You'll Never Learn" van Bigger Than Both of Us
- "The Emptyness" van Beauty on a Back Street
- "Love Hurts (Love Heals)" van Beauty on a Back Street
- "The Girl Who Used to Be" van Beauty on a Back Street
- "Melody for a Memory" van Along the Red Ledge
- "Serious Music" van Along the Red Ledge
- "Pleasure Beach" van Along the Red Ledge
- "Portable Radio" van X-Static
- "All You Want Is Heaven" van X-Static
- "Bebop/Drop" van X-Static
- "How Does It Feel To Be Back" van Voices
- "You've Lost That Lovin' Feelin'" (gedeelde lead vocal) van Voices
- "Africa" van Voices
- "Mano A Mano" van Private Eyes
- "Friday Let Me Down" van Private Eyes
- "Italian Girls" van H2O
- "At Tension" van H2O
- "Jingle Bell Rock" van de kerstsingle uit 1983 (de versie op de B-kant wordt gezongen door Daryl Hall)
- "Possession Obsession" van Big Bam Boom
- "Cold Dark And Yesterday" van Big Bam Boom
- "Rockability" (gedeelde lead vocal) van Ooh Yeah!
- "Keep on Pushin' Love" van Ooh Yeah!
- "Change of Season" (gedeelde lead vocal) van Change of Season
- "Only Love" van Change of Season
- "Starting All Over Again"(gedeelde lead vocal) van Change of Season
- "Time Won't Pass Me By" van Marigold Sky
- "War of Words" van Marigold Sky
- "Someday We'll Know" van Do It for Love
- "Love in a Dangerous Time" van Do It for Love
- "Ooh Child" van Our Kind of Soul
- "Whatcha See Is Whatcha Get" van Our Kind of Soul
- "No Child Should Ever Cry on Christmas" van Home for Christmas
- "The Christmas Song" van Home for Christmas
- "Don't Go Out" van de "Do What You Want, Be What You Are" boxset
- "All the Way from Philadelphia" (gedeelde lead vocal) van de "Do What You Want, Be What You Are" boxset
- "I Want Someone" (gedeelde lead vocal) van de "Do What You Want, Be What You Are" boxset

## Solo-albums
- Phunk Shui (CD werd meerdere malen heruitgebracht, telkens met bijkomende nummers)
- John Oates: Live at the Historic Wheeler Opera House (DVD & bonus live CD) (2004)
- John Oates Solo – The Album, The Concert (2006)
- 1000 Miles of Life (2008)
- Mississippi Mile (2011)
- The Bluesville Sessions (2012)
- Good Road To Follow (2013)
- Arkansas (with The Good Road Band) (2018)